# Necrópolis medievales de Las Iglesuelas-Valdihuertos
Las necrópolis medievales de Las Iglesuelas-Valdihuertos son un conjunto de necrópolis pertenecientes a la Edad Media ubicadas dentro del casco urbano de la villa segoviana de Cuéllar (Castilla y León). El paraje en el que se encuentran es conocido desde el siglo XVI como Las Iglesuelas, lo que corrobora la existencia de iglesias de pequeño tamaño en el entorno; se halla situado en el barrio de Valdihuertos, al norte de la población.

## Excavaciones
Fueron excavadas en tres fases: la primera campaña se realizó en 1995 y puso de manifiesto un cementerio medieval fechado en la primera mitad del siglo XIII en el que se exhumaron 59 sepulturas, en su mayoría excavadas en la tierra. En esta actuación no se hallaron enseres personales, ni tampoco se localizaron restos de una hipotética iglesia, en torno a la cual debía ubicarse el cementerio.
La segunda fase tuvo lugar entre 2002 y 2003 en un terreno cercano a la anterior, y en ella se sacaron a la luz decenas de sepulturas, algunos pendientes, alfileres y monedas. Una última fase se realizó en 2004, a raíz de los trabajos de urbanización de la zona. Se localizaron una serie de tumbas que fueron seccionadas por las máquinas excavadoras. Tras su investigación se determinó que la necrópolis contiene al menos 500 tumbas, de las cuales se excavaron 160, es decir, una tercera parte de la misma, que está situada cronológicamente entre los siglos XIII y XIV. Además, se encontraron los cimientos de una antigua iglesia de reducido tamaño fabricados en ladrillo, por lo que el templo debió formar parte del amplio conjunto de arquitectura mudéjar de Cuéllar, aunque no se tiene constancia documental del edificio; también aparecieron algunos enseres personales de poco valor.